# Ley de Claridad (Canadá)
La Ley sobre la Claridad referendaria  (en inglés: Clarity Act; en francés: Loi sur la clarté référendaire) es una ley federal aprobada por el Parlamento de Canadá que establece las condiciones en las cuales el Gobierno de Canadá podría entrar en negociaciones que podrían conducir a la secesión de una de sus provincias tras un referéndum. 
El proyecto de ley Claridad (C-20) se presentó en primera lectura en la Cámara de los Comunes el 13 de diciembre de 1999. Fue aprobado por la Cámara el 15 de marzo de 2000 y por el Senado, en su versión final, el 29 de junio de 2000.
Aunque teóricamente la ley podría aplicarse a cualquier provincia, la Ley de claridad fue creada en respuesta al referéndum de Quebec de 1995 y al movimiento en pro de la secesión de esa provincia. El contenido de la Ley de Claridad se basó en la respuesta a la cuestión planteada a la Corte Suprema de Canadá (EN) (FR) por parte del gobierno federal del primer ministro Jean Chrétien en 1998.

## Antecedentes

### La ambigüedad de la pregunta del referéndum de 1995
El origen de la ley de claridad está en el referéndum de 1995, en que el pueblo de Quebec votó en contra de la soberanía por un estrecho margen (50,58% a 49,42%). La pregunta del referéndum resultó controvertida por su redacción ambigua:

«¿Está usted de acuerdo en que Quebec debería convertirse en soberano después de haber hecho una oferta formal a Canadá para una nueva asociación económica y política en el ámbito de aplicación del proyecto de ley sobre el futuro de Quebec y del acuerdo firmado el 12 de junio de 1995?»

### El debate acerca de la secesión: las cartas abiertas del ministro de relaciones intergubernamentales
El primer ministro de Canadá Chrétien designó al politólogo Stéphane Dion como Ministro de Asuntos Intergubernamentales en 1996. Dion desafiaría las afirmaciones de los soberanistas quebequenses sobre la validez jurídica de la pregunta del referéndum de 1995 en tres cartas abiertas al primer ministro de Quebec Lucien Bouchard y a su ministro de asuntos intergubernamentales Jacques Brassard.
En su primera carta abierta, el 11 de agosto de 1997, Dion rechazó tres afirmaciones que Bouchard había hecho:
- Que una declaración unilateral de independencia sería compatible con el derecho internacional.
- Que una mayoría del "50% más uno" sería un umbral suficiente para la secesión, y
- Que el derecho internacional protegería la integridad territorial de Quebec después de la secesión.

Frente a la primera afirmación, Dion sostuvo que la gran mayoría de los expertos en derecho internacional "no cree que las entidades constitutivas de un país democrático como Canadá tengan derecho a declarar unilateralmente la secesión". Respecto a la segunda, Dion argumentó que una mayoría por diferencia escasa, que podría desaparecer rápidamente en medio de las dificultades, sería insuficiente para dar legitimidad política al proyecto soberanista, habida cuenta de los cambios trascendentales para la vida de los quebequenses que se derivarían de la secesión, En lo que respecta a la integridad territorial de Quebec, Dion respondió que "no hay ni un párrafo ni una línea en el derecho internacional que proteja el territorio de Quebec pero no el de Canadá. La experiencia internacional demuestra que las fronteras de la entidad que busca la independencia pueden ponerse en duda, a veces por razones democráticas".
En una segunda carta abierta, el 19 de noviembre de 1997, Dion amplió sus argumentos anteriores contra la integridad territorial de Quebec después de la secesión, poniendo de relieve la falta de coherencia del argumento según el cual Canadá sería divisible pero Quebec no. En segundo lugar, Dion señala que, sin reconocimiento por parte del Gobierno de Canadá y con la oposición de una fuerte minoría de los ciudadanos, una declaración unilateral de independencia se enfrentaría a muchas dificultades para obtener el reconocimiento internacional.
Más adelante, Dion escribiría una tercera carta.

## Sentencia de la Corte Suprema de Canadá sobre la secesión de Quebec
El 30 de septiembre de 1996, Dion había presentado tres preguntas a la Corte Suprema de Canadá (que es el tribunal supremo del país y hace el papel de tribunal constitucional):
1. Bajo la Constitución de Canadá, ¿puede la Asamblea Nacional, el poder legislativo, o el gobierno de Quebec llevar a efecto la secesión de Quebec de Canadá unilateralmente?
2. ¿Le otorga el derecho internacional a la Asamblea Nacional, al poder legislativo, o al gobierno de Quebec el derecho a efectuar la secesión de Quebec de Canadá unilateralmente? En este sentido, ¿existe un derecho a la autodeterminación bajo el derecho internacional que le otorgue a la Asamblea Nacional, al poder legislativo o al gobierno de Quebec el derecho a efectuar la secesión de Quebec de Canadá unilateralmente?
3. En caso de conflicto entre la legislación nacional y la internacional sobre el derecho de la Asamblea Nacional, el poder legislativo, o el gobierno de Quebec a efectuar la secesión de Quebec de Canadá de manera unilateral, ¿cuál de las legislaciones tendría preferencia en Canadá?

En cuanto estas preguntas se hicieron públicas, los partidos de la Asamblea Nacional, el Bloque Quebequense y numerosos federalistas denunciaron el gesto de Ottawa.
El 20 de agosto de 1998, la Corte Suprema concluyó que:
- Quebec no tiene el derecho a separarse unilateralmente por la legislación canadiense o internacional. Sin embargo, el Gobierno de Canadá tendría que entrar en negociaciones con el gobierno de Quebec si los quebequenses expresasen una clara voluntad de separarse.
- Confirmó que el Parlamento de Canadá tendría la facultad de determinar si la pregunta del referéndum sería lo suficientemente clara para provocar dichas negociaciones.
- La Constitución de Canadá permanecería en vigor hasta que los términos de la secesión sean acordados por todas las partes involucradas, y estos términos deberán respetar los principios de la democracia, los derechos de las minorías y los individuos, como se indica en la constitución canadiense.

Tanto el gobierno provincial de Quebec como el gobierno de Canadá declararon públicamente que estaban muy satisfechos con el dictamen de la Corte Suprema de Justicia.

### Debate posterior a la sentencia: la tercera carta abierta de Dion
En una tercera carta abierta, el 25 de agosto de 1998, Dion criticó al primer ministro de Quebec por aceptar algunos aspectos de la sentencia de la Corte Suprema sobre la secesión (como la obligación política para el Gobierno de Canadá de negociar la secesión tras una clara expresión de la voluntad del pueblo de Quebec) pero no otros (como la necesidad de que una clara mayoría responda afirmativamente a una pregunta clara, y la inconstitucionalidad de una declaración unilateral de independencia). En lo que se refiere a la sentencia, Dion hizo en su carta tres afirmaciones:
- Que el gobierno federal tiene un papel en la definición de la pregunta del referéndum y en la determinación del nivel de apoyo electoral necesario para que éste se considere aprobado.
- Que la secesión sólo puede lograrse a través de la negociación y nunca mediante una "declaración unilateral de independencia".
- Que los términos de la negociación no pueden ser decididos exclusivamente por el gobierno de Quebec.

### Conferencia Internacional sobre Federalismo y postura de los EE. UU.
Stéphane Dion organizó la Primera Conferencia Internacional sobre Federalismo en Mont-Tremblant, en octubre de 1999 para promover el apoyo internacional a la causa del federalismo en Canadá. Se concedió a los líderes soberanistas quebequenses un papel prominente en la conferencia. Estos usaron su tiempo de exposición para denunciar el federalismo canadiense ante una audiencia internacional, para disgusto de su anfitrión federalista. Sin embargo, la Ley de Claridad recibiría un gran impulso durante el discurso de clausura por el presidente de Estados Unidos Bill Clinton. Mientras miraba directamente al primer ministro de Quebec Lucien Bouchard, quien estaba presente en la audiencia, Clinton pareció repetir la sentencia de la Corte Suprema, advirtiendo que "cuando un pueblo cree que debería ser independiente con el fin de tener una existencia política significativa, se deberían plantear serias cuestiones... ¿Se van a respetar los derechos de las minorías y los de las mayorías? ¿Cómo vamos a cooperar con nuestros vecinos?". Clinton sostuvo que el federalismo permite el reconocimiento de los pueblos que buscan su identidad, sin aislarse en un Estado-nación. El discurso disiparía cualquier duda sobre la posición de Estados Unidos sobre la legalidad y conveniencia de la secesión unilateral de Quebec.

## La Ley de Claridad y sus puntos clave
De resultas de los anteriores debates y de la sentencia de la Corte Suprema de Canadá, se preparó una ley con los siguientes puntos clave:
- La Cámara de los Comunes de Canadá tiene el poder de decidir si la pregunta del referéndum de un hipotético proceso de secesión es clara antes de ser sometida a votación. En concreto se indica que cualquier pregunta no referida únicamente a la secesión debe ser considerada poco clara.
- La Cámara de los Comunes tendría la facultad de determinar si una clara mayoría se habría producido en un referéndum, lo que implicaría que algún tipo de mayoría reforzada sería necesaria para considerar que el resultado del referéndum habría sido favorable a la secesión.
- Todas las provincias y las primeras naciones (entidades políticas formadas por aborígenes americanos reconocidas en el sistema político canadiense) deben tomar parte en las negociaciones.
- La Cámara de los Comunes tiene el poder de anular una decisión alcanzada en referéndum si estima que se ha violado alguno de los principios de la Ley de Claridad.
- La secesión de una provincia de Canadá requeriría una enmienda a la Constitución de Canadá.

## Aprobación y reacciones a la Ley de Claridad
La propuesta de ley (Bill C-20) fue presentada a la Cámara de los Comunes el 13 de diciembre de 1999. Fue aprobada por la cámara el 15 de marzo de 2000 y, en su versión final, por el senado de Canadá el 29 de junio de 2000.
Tras su aprobación por el Parlamento de Canadá, se publicó una carta abierta apoyando el derecho de Quebec a la autodeterminación con las firmas de numerosos intelectuales de Quebec y otras partes de Canadá.
William Johnson, líder del mayor grupo de defensa de los derechos de los angloparlantes de Quebec, Alianza Quebec, dijo que la ley impediría la propagación de desinformación por parte de los separatistas.
El ex primer ministro Chrétien ha declarado a menudo que la Ley sobre la claridad fue uno de sus mayores logros en política federal.
En una entrevista con CTV Noticias emitida el 15 de mayo de 2005, el ex primer ministro separatista de Quebec Jacques Parizeau dijo que la Ley sobre la claridad "no significaba nada" y que sería ignorada.
El 7 de diciembre de 2005, en medio de unas elecciones federales, el líder del Nuevo Partido Democrático Jack Layton también anunció que apoyaba la Ley de Claridad. Esto contradecía sus observaciones formuladas en la elección de 2004, cuando dijo que Canadá debe reconocer una declaración de independencia de Quebec si los soberanistas ganasen un referéndum.

### Ley quebequesa en reacción con la ley de claridad
Tras la aprobación de la Ley de Claridad por parte del gobierno federal, el gobierno provincial de Quebec aprobó su propia ley “Una ley sobre el respeto del ejercicio de los derechos fundamentales y prerrogativas de las personas y el Estado de Quebec”. Esta ley provincial se inspiró en la misma decisión de la Corte Suprema de Canadá que la ley federal. Hace hincapié en el derecho a la autodeterminación según el derecho internacional, afirma el derecho a la integridad territorial de la provincia de Quebec y reconoce los derechos de las minorías angloparlantes y de las Primeras Naciones de Quebec. Por último, el artículo 13 responde claramente a la Ley de Claridad federal canadiense al declarar que 

«"Ningún parlamento o gobierno puede reducir los poderes, la autoridad, la soberanía o la legitimidad de la Asamblea Nacional, o imponer restricciones sobre la voluntad democrática del pueblo quebequense de determinar su propio futuro".

## Impacto de ambas leyes
En su dictamen, la Corte Suprema de Canadá ha dicho que esencialmente un voto democrático en sí mismo no tendría ningún efecto jurídico, ya que la secesión de una provincia de Canadá sólo sería constitucionalmente válida después de una negociación entre el gobierno federal y el gobierno provincial, cuyos habitantes habrían expresado con claridad, por una clara mayoría, que ya no desean ser parte de Canadá. Sólo entonces se realizaría una enmienda constitucional.
Como por otra parte, la Corte Suprema de Canadá declaró que aunque la secesión unilateral de facto de una provincia violaría la Constitución canadiense, podría ser reconocida por la comunidad internacional. Dado que este reconocimiento sería consecuencia de la conducta de la provincia y el gobierno federal, el cumplimiento de esta ley estaría condicionado por la buena o mala fe demostrada durante las negociaciones.
Bajo los principios no escritos constitucionales de Canadá, ambas partes tendrían la obligación de negociar de buena fe.